# 李守禮
李守禮（672年—741年），章懷太子李賢之次子，母为张良娣，唐朝宗室、官员。

## 生平
本名光仁。永淳二年（683年），李贤获罪被废流放巴州，李光仁等家人随行。李贤母武太后把持朝政后，杀李贤。垂拱元年（685年），武则天诏令恢复李贤雍王爵位，家人召回长安，李光仁改名守禮，进封嗣雍王，官封太子洗馬。武太后称帝后，将李守礼与其兄李光顺、弟李守义、姐妹长信县主都赐姓武。因为李贤得罪武太后，李守礼及其兄弟姐妹都被幽禁，與叔叔睿宗父子等人一同關在宮中長達十餘年。李光顺被杀，李守义早死，长信县主不知所踪。直到睿宗改封為相王時，受准許出宮居住，守禮才得以與睿宗的兒子們一同住在宮外，改司议郎中。
中宗復位後，封守禮為嗣雍王，拜光祿卿。707年，封守禮之女為金城公主，許嫁吐蕃赤德祖贊。710年，唐中宗送金城公主出嫁，同年睿宗即位，依照中宗的遺詔，改封守禮為邠王，兼檢校左金吾衛大將軍，出為幽州刺史，遙兼單于大都護，遷司空。開元初年，累官為州刺史。當時寧王李憲、申王李撝、岐王李範、薛王李業與守禮一起受封為刺史，皆選擇幕僚以維持綱紀。守禮手下有源乾曜、袁嘉祚、潘好禮等官員督導他，但他自己卻只顧著打獵、宴飲、遊玩，沉溺於歌舞伎樂。守禮有次在農忙之時要出去打獵，家奴羅列在側，潘好禮便攔路進諫，守禮不理，潘好禮遂下馬躺在馬前，指責守禮，這才使他慚愧而還。721年以後，在玄宗徵召下，回到京城。
守禮以旁系的身份做為親王，才識猥瑣低劣，遠遠不及李范與李業。又多寵妾，子女竟然多達六十多人，聲望低落。面對這種情景，守禮卻仍處之泰然，高歌擊鼓。他上街時，常常帶著相當龐大的現金，有人勸他：“王爺您年紀越來越大了，妻小也很多，用錢要愛惜啊。”面對這些勸他的人，守禮說：“我身為皇帝的兄長，死了還怕沒人葬我嗎？”
當時親王們常常開宴會，互相聊天歡樂。有時雖然天氣陰暗，但守禮告訴眾人：“快要放晴了。”不久果然放晴。有時一連十天都處在酷熱中，守禮說：“要下雨了。”果然下起一陣及時大雨。李範將這件事稟報玄宗說：“邠哥對天候很有研究。”玄宗問起原因，守禮說：“臣沒有研究，這件事也別無所他。想當年天后掌政時，章懷太子有罪，臣被幽禁在宮中長達十幾年，每年都被杖擊好幾回，背上结了厚厚的瘢痕。現在只要快下雨時，臣的背脊就會感到沉悶；快放晴時，背脊則感到輕健。臣是因為這樣才能預知晴雨，並不是因為有研究的關係。”此話說完，涕泗沾襟，玄宗也為此相當感傷。
開元二十九年（741年），守禮過世，追贈為太尉。

## 家庭

### 妻妾
- 妃冯氏，可能为李承宁母[8]
- 某妾，生李承宏
- 细人高淑嬐，十八岁归于李守礼，生李承宽[9]
- 富春孙氏，生李承寏

### 后代
- 广武郡王李承宏
- 秘书少监李承骞
- 嗣邠王李承宁
  - 李洪，幼子，蓟州司仓参军
    - 李季则，郑县尉
    - 李季準
    - 李季順
- 敦煌郡王李承
- 仪王司马李承宥
- 梁王谘议参军李承寰
- 梁王谘议参军李承寔
- 丰王友李承实
- 丰王友李承寤
- 信王谘议参军李承賨
- 信王谘议参军李承㝔
- 延王友李承㝣
- 延王友李承容
- 荣王谘议参军李承突
- 荣王谘议参军李承煙
- 永王友李承㝏
- 永王友李承寪
- 济王谘议参军李承寯
- 济王谘议参军、通王府长史李承寏[10]
  - 李守柔，李承寏长女，嫁大鸿胪主簿安定程某。[10]
- 通王府长史李承庆
- 李承宽
- 华亭县主，第二女[11]
- 金城公主
- 建宁县主，嫁颍川郡长史兼防御副使庞坚
- 有一孙为安邑县报国寺开法大德泛舟禅师。
- 李肇，朝请郎、行陕州安邑县尉，即李守柔之堂侄，不明所出。

## 延伸阅读
[在维基数据编辑]
 在维基文库阅读此作者作品
 《新唐書·卷081》，出自《新唐書》